# ميخائيل بيتانكورت
ميخائيل بيتانكورت (بالإنجليزية: Michael Betancourt)‏ هو فنان تنصيبي أمريكي، ولد في 1971 في نيوجيرسي في الولايات المتحدة.